# Ліпкі (Лодзинське воєводство)
Ліпкі (пол. Lipki) — село в Польщі, у гміні Поддембиці Поддембицького повіту Лодзинського воєводства.
Населення — 158 осіб (2011).
У 1975-1998 роках село належало до Серадзького воєводства.

## Демографія
Демографічна структура станом на 31 березня 2011 року:
|          | Загалом | Допрацездатний вік | Працездатний вік | Постпрацездатний вік |
| -------- | ------- | ------------------ | ---------------- | -------------------- |
| Чоловіки | 77      | 16                 | 54               | 7                    |
| Жінки    | 81      | 15                 | 41               | 25                   |
| Разом    | 158     | 31                 | 95               | 32                   |